# Inscrutabili Dei Consilio
Inscrutabili Dei Consilio (Latijn voor door Gods ondoorgrondelijke bedoeling) was de eerste encycliek van paus Leo XIII na zijn ambtsaanvaarding op 20 februari 1878. Het document verscheen op 21 april 1878 en had als onderwerp de gevaren die de maatschappij bedreigden.

## Inhoud
In de encycliek nam paus Leo XIII stelling tegen de beschuldiging dat de kerk niet open zou staan voor verandering en vooruitgang. In zijn ogen had de scheiding tussen kerk en staat geleid tot sociale onrust, escalerend in oorlogen en onnodig bloedvergieten, terwijl de kerk in het verleden haar bijdragen had geleverd aan de uitroeiing van bijgeloof, de afschaffing van slavernij, de bevordering van wetenschappen en kunsten, evenals de oprichting van liefdadigheidsinstellingen. De vijandigheid van diverse overheden ten aanzien van de kerk, die onder meer geleid had tot beknotting van de macht van de geestelijkheid, bracht Leo XIII tot de conclusie dat deze wel moest leiden tot de ondergang van de staat.
Leo XIII wees erop, dat zijn voorgangers alles in het werk hadden gesteld om verval van de maatschappij te voorkomen en vooral Italië had daarbij geprofiteerd van de aanwezigheid van de pauselijke autoriteit binnen hun landsgrenzen: de stad Rome was dankzij het pausschap niet alleen verworden tot spiritueel centrum van de Rooms-Katholieke Kerk, maar was ook het centrum geweest van wetenschap en de ontwikkeling van de kunst, een bewijs dat de kerk zich niet distantieerde van de groei in welvaart binnen Italië.
Het was daarom essentieel, dat de vrije uitvoering van het pauselijk ambt gewaarborgd diende te worden, waarbij de wereldlijke macht van de paus hersteld diende te worden. Het ontbreken van die wereldlijke rol, niet bedoeld als machtsvertoon, zou in de ogen van Leo XIII zelfs een bedreiging kunnen vormen voor het welzijn van de samenleving.
Tot slot riep paus Leo XIII alle prelaten op het geloof onder hun aanhang te stimuleren en de gelovigen te wijzen op de oprechtheid van de leer zoals die door de kerk verkondigd werd. Leo onderstreepte daarbij dat, in lijn met zijn voorganger Pius IX, alle moderne ideeën die in tegenspraak waren met de kerkelijke leer zonder meer afgewezen moesten worden, waarbij hij refereerde aan de brief van Paulus aan de Kolossenzen:
 Wees op uw hoede en laat u niet meeslepen door holle en misleidende theorieën die op menselijke tradities zijn gebaseerd en zich richten op de machten van de wereld en niet op Christus.
De educatie van de jeugd en de bescherming van het sacrament van het huwelijk –dat in de ogen van Leo XIII slechts verworden was tot een civiel contract- kende hierbij een grote prioriteit.
Leo XIII wees erop, dat door het optreden van de geestelijkheid, alsmede door hun onderlinge saamhorigheid het tij gekeerd kon worden.
<<< · Inscrutabili Dei Consilio · Quod Apostolici Muneris · Aeterni Patris · Arcanum divinae sapientia · Grande Munus · Sancta Dei Civitas · Diuturnum · Licet Multa · Etsi Nos · Auspicato Concessum · Cum Multa · Supremi Apostolatus Officio · Nobilissima Gallorum Gens · Humanum Genus · Superiore Anno · Immortale Dei · Spectata Fides · Quod Auctoritate · Iampridem · Quod Multum · Pergrata · Vi E Ben Noto · Officio Sanctissimo · Quod Anniversarius · In Plurimis · Libertas praestantissimum donum · Saepe Nos · Quam Aerumnosa · Etsi Cunctas · Exeunte Iam Anno · Magni Nobis · Quamquam Pluries · Sapientiae Christianae · Dall'alto Dell'apostolico Seggio · Catholicae Ecclesiae · In Ipso · Rerum Novarum · Pastoralis · Pastoralis Officii · Octobri Mense · Au Milieu Des Sollicitudes · Quarto Abeunte Saeculo · Magnae Dei Matris · Custodi Di Quella Fede · Inimica vis · Ad Extremas · Constanti Hungarorum · Laetitiae Sanctae · Providentissimus Deus · Praeclara Gratulationis Publicae · Litteras A Vobis · Iucunda Semper Expectatione · Orientalium Dignitas · Christi Nomen · Longinqua · Permoti Nos · Adiutricem · Insignes · Satis Cognitum · Fidentem Piumque Animum · Divinum Illud Munus · Militantis Ecclesiae · Augustissimae Virginis Mariae · Affari Vos · Caritatis Studium · Spesse Volte · Quam Religiosa · Diuturni Temporis · Quum Diuturnum · Testem Benevolentiae Nostrae · Annum Sacrum · Depuis Le Jour · Paternae · Omnibus Compertum · Tametsi Futura Prospicientibus · Graves de Communi Re · Gravissimas · Reputantiubus · Urbanitatis Veteris · In Amplissimo · Quod Votis · Mirae Caritatis · Quae Ad Nos · Fin Dal Principio · Dum Multa · >>>